# Maria Romanowa (1899–1918)

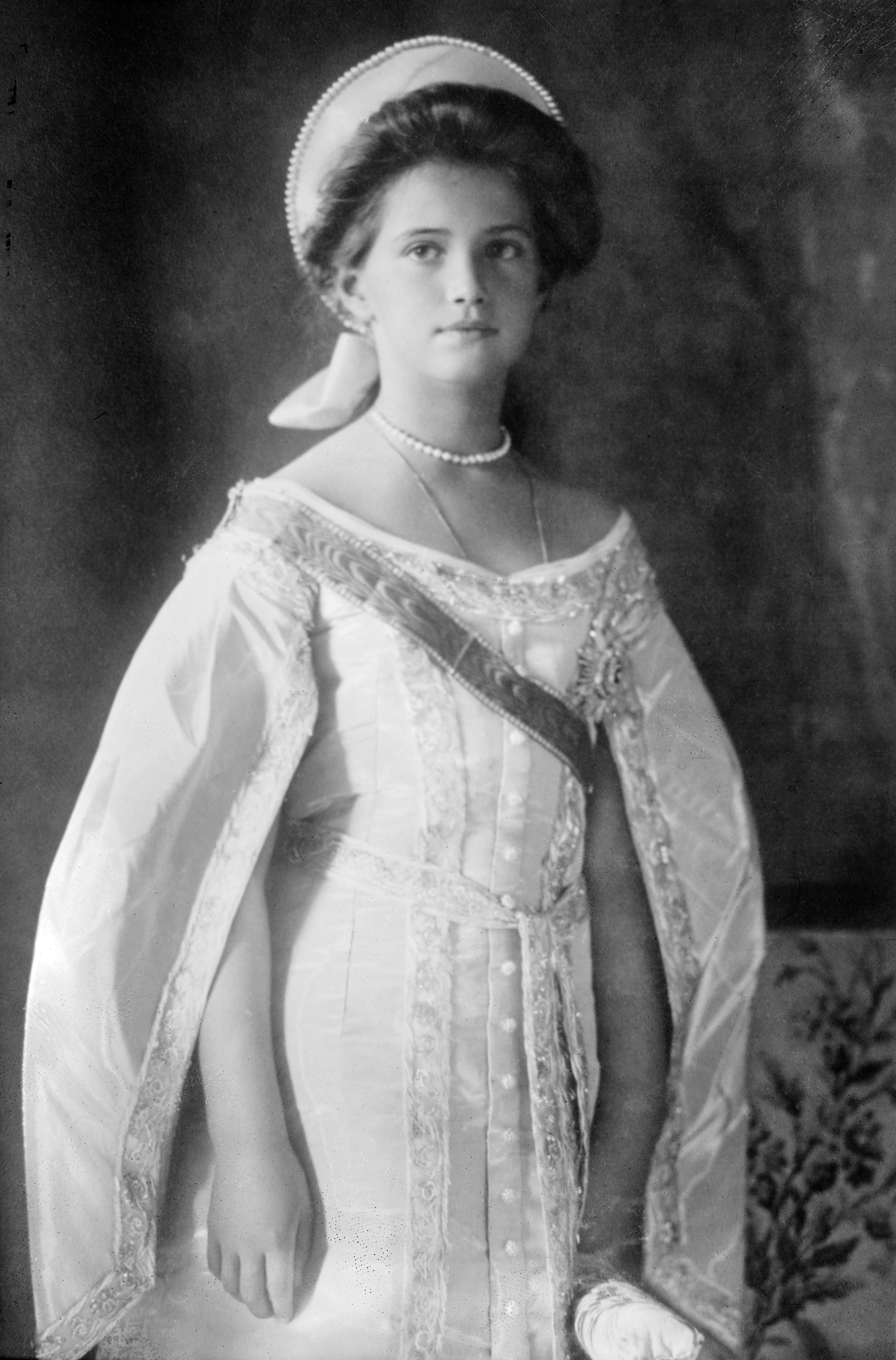
Maria Romanowa, 1910

Maria Mikołajewna Romanowa (ur. 14 czerwca?/26 czerwca 1899 w Peterhofie, w Petersburgu; zm. 17 lipca 1918 w Jekaterynburgu) – wielka księżna rosyjska, trzecia córka ostatniego cara rosyjskiego Mikołaja II i carycy Aleksandry Fiodorowny. Święta prawosławna.

## Życiorys
Wielka Księżna Maria Mikołajewna Romanowa urodziła się jako trzecia córka cara Mikołaja II i carycy Aleksandry Fiodorowny 26 czerwca 1899 w pałacu carskim w Peterhofie. W momencie jej przyjścia na świat para carska miała już dwie córki – Olgę i Tatianę, toteż caryca miała nadzieję na urodzenie syna, który mógłby odziedziczyć po ojcu tron. Podobnie jak w wypadku jej starszych sióstr, matka postanowiła wychować Marię z największą możliwą prostotą. Oficjalna tytulatura dziewczynki była używana jedynie w czasie oficjalnych uroczystości, służba i rodzice zwracali się do niej używając imienia i otczestwa lub zdrobnienia Masza. Maria była od najmłodszych lat silnie związana z pozostałymi siostrami, jako że nie miała poza nimi – zwłaszcza po 1905 – żadnego towarzystwa. Po narodzinach najmłodszej córki cara Anastazji zaczęła dzielić z nią pokój, rodzice określali je jako „Małą Parę” (w odróżnieniu od „Wielkiej Pary” – Olgi i Tatiany).
Maria, podobnie jak siostry, uczyła się tylko w domu. Aleksandra Fiodorowna żywo interesowała się postępami córek w nauce, starała się również wpoić im głębokie przywiązanie do wiary prawosławnej. Zachęcała również wszystkie dziewczęta do prowadzenia pamiętników. Maria posiadała dziennik, który częściowo spaliła po wyjeździe do Tobolska.
W kontaktach między sobą wielkie księżne używały języka angielskiego lub języka rosyjskiego, ze swoim bratem Aleksym i ojcem rozmawiały po rosyjsku, zaś z matką – po angielsku. Ponadto uczyły się francuskiego. Ich pierwszą nauczycielką angielskiego była guwernantka Margaret Eager, co sprawiło, że posługiwały się tym językiem z wyraźnym akcentem irlandzkim. Nauczyciel carskich dzieci Pierre Gilliard wspominał ją jako dziewczynkę wysoką jak na swój wiek, wyjątkowo zdrową, o prostych upodobaniach.

## Charakter i obycie

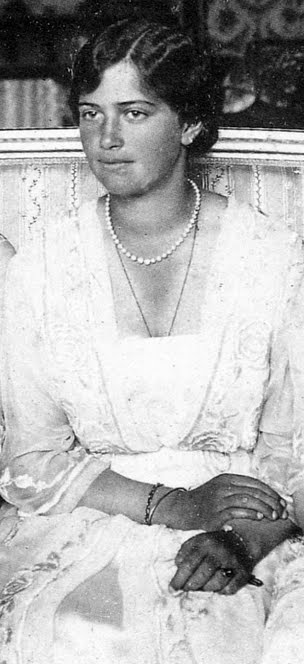
Carewna Maria Romanowa (ok. 1916)

Marię nazywano Masza, Maszka, a także francuską odmianą jej imienia – Marie. Generalnie jednak i oficjalnie rodzina i przyjaciele nazywali ją jej imieniem i patronimem – Maria Nikołajewna.
Marię często określano Aniołek Botticellego. Wielki Książę Rosji Władimir Aleksandrowicz nazwał ją przyjaznym dzieckiem ze względu na jej łagodną naturę. Pierre Gilliard, nauczyciel francuskiego Marii oraz jej rodzeństwa określał swoją uczennicę tak: „Miłe dziewczę, wysoka jak na swój wiek, jej obraz to samo zdrowie”.
Maria była bardzo związana z Anastazją, ale ich osobowości były skrajnie odmienne. Maria zawsze grzeczna, Anastazja – wręcz przeciwnie. Maria: poważna, wyglądała na więcej lat niż rzeczywiście miała; Nastka wyglądała na mniej, co carycę Aleksandrę niezbyt zadowalało. Jednak obydwie – co łączyło zarówno je jak i inne dziewczynki – uwielbiały okazje, przy których mogłyby się pięknie wystroić – jak przystało na księżniczki.
Maszka uwielbiała rozmawiać o małżeństwie i dzieciach – ktoś kiedyś powiedział, że byłaby wzorem na cudowną żonę. Sama Maria stwierdziła w rozmowie z rodziną, że chciałaby mieć męża żołnierza i dwadzieścioro dzieci. Lubiła malować, ale nie znosiła robić sobie makijażu. Poza tym nie miała wielkiego zacięcia do nauki; bywała leniwa i kapryśna.
Maria zawsze zachowywała się grzecznie, toteż jej ojciec żartował, że pewnego dnia wyrosną jej „anielskie skrzydła”. Kiedy ukradła matce herbatniki, postanowiono nie wyciągać konsekwencji - car ucieszył się, że jego córka ma w sobie choć trochę ze zwykłego dziecka.

## Wygląd
Uchodziła za piękną i lubiącą flirtować dziewczynę, choć z wyraźnymi skłonnościami do tycia. Była pulchna, mocno zbudowana, miała 170 centymetrów wzrostu - przewyższała więc swoją starszą siostrę Olgę. Jej niebieskie oczy były tak wielkie, że nazywano je spodkami. Jako dziecko nosiła rozpuszczone włosy. Po ukończeniu szesnastego roku życia, zgodnie z panującym zwyczajem, spinała je w kok.

## Relacje z Rasputinem

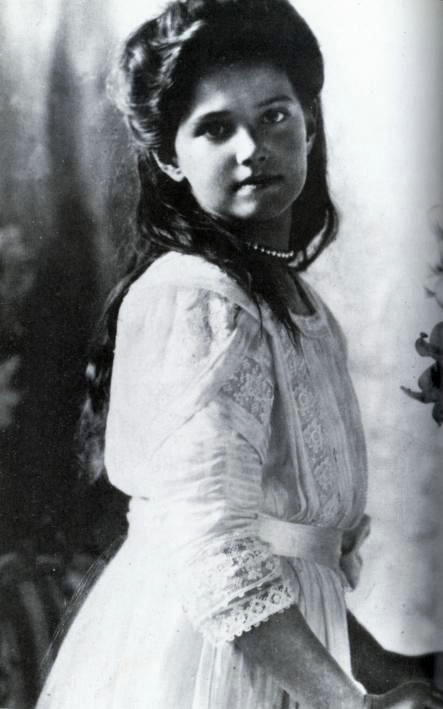
Carewna Maria (1910)

Maria i jej rodzina Aleksego nazywali „Baby”. Gdy carewicz dostał ataku hemofilii, caryca Aleksandra zwróciła się o pomoc do Grigorija Rasputina. Ku radości rodziny cesarskiej, rzekomy mnich uratował życie choremu Aleksemu, czym zapewnił sobie sympatię cara i jego rodziny. „Święty pan”, jak carskie dzieci nazywały Rasputina, wykorzystywał każdą okazję do spotkania z Aleksym, ale innym powodem dla jego wizyt była chęć posiadania wpływów i nieoficjalnej władzy w Imperium Rosyjskim. Rasputin był też nazywany przez Marię i jej rodzeństwo „Nasz Przyjaciel”, co doskonale obrazowało pozycję faworyta na dworze carskim.
Rasputin, aby pozyskać przychylność pary cesarskiej, zaprzyjaźnił się z królewskimi dziećmi (oprócz Aleksego): Olgą, Tatianą, Marią i Anastazją. Pierwszy telegram, jaki napisał w 1908 r. do 9-letniej Marii, brzmiał: „Przypuszczam, Wasz prosty mnich, że My będziemy się widzieć wkrótce! Wielki pocałunek!”. Drugi telegram, jaki Rasputin napisał do Marii, brzmiał: „Moja mała M! Moja mała przyjaciółko! Może inni pomogą Wam nieść Wasz Krzyż i radość w Chrystusowym Świecie. Patrzę, już wieczór. Tak więc żegnam się dziś z kłopotami tego świata”.

## Relacje z rodziną
Jako środkowa córka czuła się odtrącona, mniej doceniana niż Olga i Tatiana. Kilkuletnia Maria była bardzo naiwna, nie zawsze włączana była do zabaw starszego rodzeństwa; choć sympatyczna i dobroduszna, to jednak pozbawiona takiej inicjatywy i zdolności przywódczych, jakie miała Wielka Para. Szukała kontaktu z kuzynami.
Ogromną miłością Maria darzyła ojca, cara Mikołaja II, którego nazywała „Papa” (choć podczas oficjalnych wystąpień i parad zwracała się, podobnie jak rodzeństwo, do niego per „carze”). Gdy car był chory na tyfus, Maria co noc całowała miniaturkę zdjęcia swego ojca na znak oddania i miłości do niego, ale także aby szybciej powrócił do zdrowia.
Relacje z rodzeństwem poprawiły się w wieku nastoletnim. Księżniczki ubierano w podobne sukienki, często różniące się tylko kolorem. Spędzały też ze sobą bardzo dużo czasu, gdyż nie miały wielu przyjaciół, mieszkających poza pałacem. W trakcie I wojny światowej Maria była zbyt młoda, by pracować jako pielęgniarka; czarująca piętnastolatka spędzała czas z rannymi żołnierzami, grając w karty i domino. Chętnie opowiadała o carskiej rodzinie, pytała też chorych o ich bliskich.
Po obaleniu caratu skłóciła się z rodziną. Obawiająca się o swe bezpieczeństwo Olga jeszcze w Tobolsku nosiła przy sobie rewolwer, który zgodziła się oddać tuż przed zamieszkaniem w Domu Ipatiewa - tam jeden ze strażników zakochał się w trzeciej córce zdetronizowanego monarchy. Dwudziestojedenletni żołnierz oświadczył, że zamierza poślubić jedną z wielkich księżnych, a jeśli jej rodzice odmówią, uratuje ją z więzienia. Matka często napominała naiwną Marię, co nie przynosiło większych efektów. Zmiana nastąpiła dopiero wtedy, gdy ktoś z zauroczonych Marią strażników przemycił tort z okazji jej dziewiętnastych urodzin. Dowódcy przeprowadzili niespodziewaną inspekcję - odkryli księżną i Iwana Skoroczodowa w kompromitującej sytuacji. Skoroczodow został natychmiast zwolniony, a warunki egzystencji carskiej rodziny jeszcze trudniejsze.

## Śmierć i kanonizacja

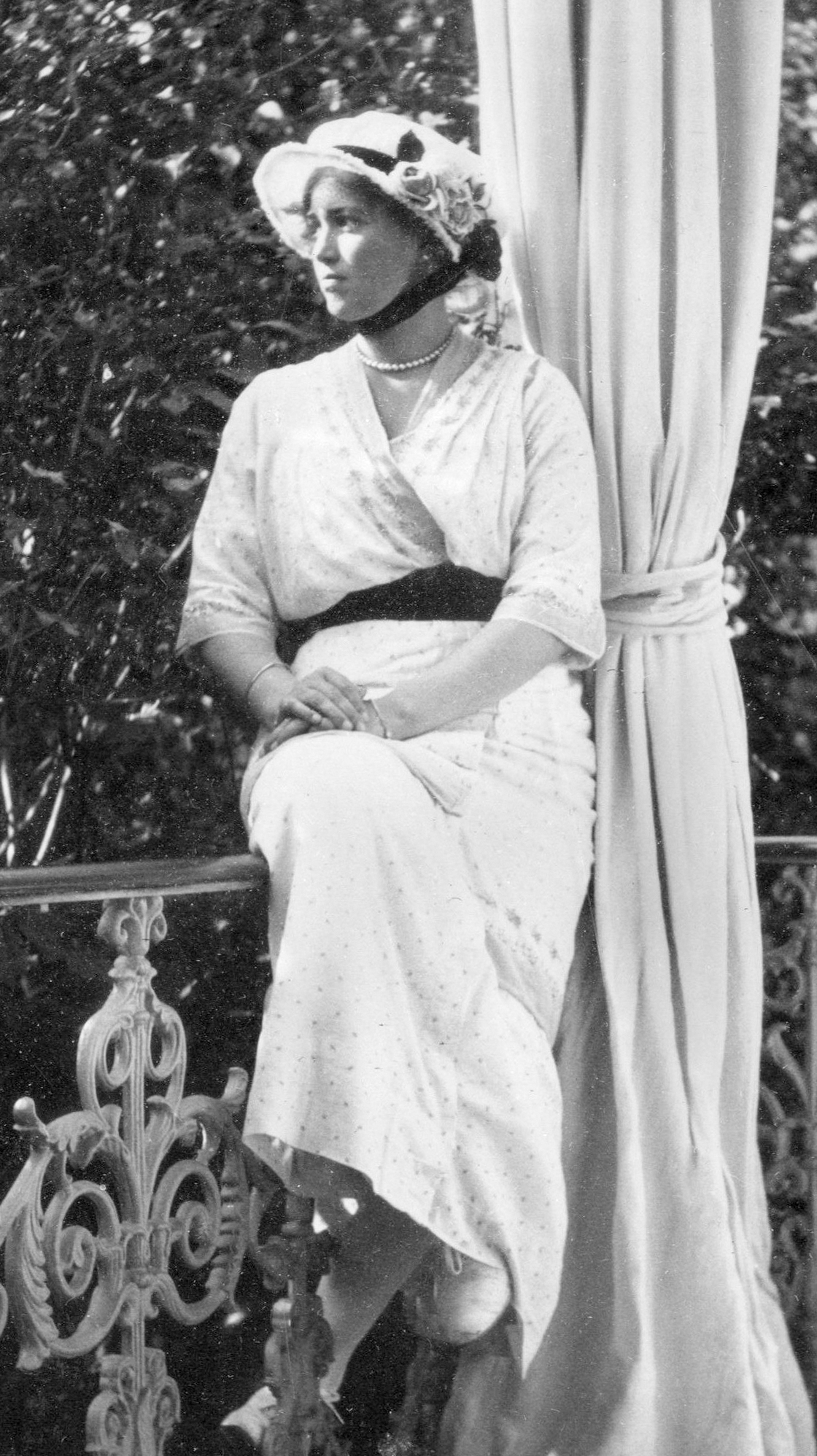
Maria Romanowa (1915)

Przez lata przyjmowano, że została zamordowana przez bolszewików w Jekaterynburgu w nocy z 16 na 17 lipca 1918 roku. Natomiast kiedy odnaleziono mogiłę członków rodziny carskiej, wśród znalezionych szczątków nie odkryto ciała chłopca, brakowało również ciała jednej z dziewcząt – Marii lub Anastazji. Nie przeszkodziło to w 2000 w kanonizacji jej przez Rosyjski Kościół Prawosławny.
Nieliczne pozostałości ich szkieletów odnaleziono dopiero w sierpniu 2007 roku, niedaleko od wspominanej mogiły. Szczątki zbadali najpierw specjaliści rosyjscy, a następnie amerykańscy (the University of Massachusetts Medical School). Testy te ostatecznie potwierdziły, że odnalezione fragmenty kośćca należały do dwojga zaginionych dzieci Mikołaja II – Marii i Aleksego, rozwiewając wieloletnie wątpliwości związane z kaźnią Romanowów.

## Maria w filmie
- W filmie Nicholas and Alexandra (pol. Mikołaj i Aleksandra) z 1971 roku Carewnę Marię zagrała Candace Glendenning.

## Literatura
- Łarysa Jermiłowa, Ostatni car, Wyd. Muza, Warszawa 2007, ISBN 978-83-7495-223-1.
- Janusz Kutta, Pamiętnik Mikołaja II, 2006, ISBN 83-89667-55-X.
- Robert K. Massie, Romanowowie: ostatni rozdział, Wyd. Amber, 2007, ISBN 978-83-241-2890-7.
- Shay McNeal, Ocalić cara Mikołaja II, 2004, ISBN 83-7311-895-0.

## Strony o Marii Romanowej
- Maria Romanova (ang.)
- Fotografie Marii, Anastazji i Aleksego (ang.)
- Biografia Marii (ang.)
- Dyskusja o Marii Romanowej